# Jagd über das Kurische Haff

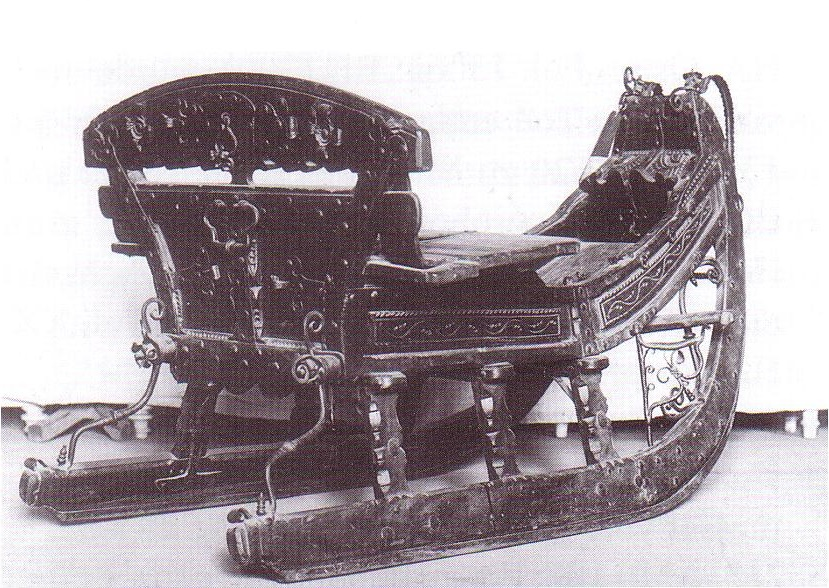
Schlitten des Großen Kurfürsten im Prussia-Museum

Mit der Jagd über das Kurische Haff, auch Große Schlittenfahrt genannt, beendete der „Große Kurfürst“ Friedrich Wilhelm von Brandenburg 1679 den Nordischen Krieg zwischen Brandenburg-Preußen und Schweden.

## Vorgeschichte
Der schwedische General Henrik Horn fiel im November 1678 mit 16.000 Mann in Ostpreußen ein, besetzte alle befestigten Orte und bedrohte die preußische Hauptstadt Königsberg. Im Herzogtum Preußen befanden sich während der Kriegszeit nur schwache Streitkräfte, die außerstande waren, eine drohende schwedische Invasion von Livland aus abzuwehren. Schweden wollte mit einer Invasion Polen-Litauen auf seine Seite ziehen, um das Herzogtum für sich zu erobern. Der polnische König Johann Sobieski hatte zwar Überlegungen in dieser Richtung angestellt, konnte jedoch aufgrund der Beanspruchung Polen-Litauens im Türkenkrieg keine Kräfte für eine Beteiligung freimachen. Im Oktober 1678 trat die in Livland aufgestellte schwedische Armee unter dem Feldmarschall Henrik Horn, rund 12.000 bis 16.000 Mann stark, den Vormarsch nach Kurland an. Am 15. November überschritt sie nördlich von Memel die preußische Grenze. Der Widerstand war gering, sodass die Schweden ohne Probleme vorrückten. Jedoch blieb Polen-Litauen auch nach Friedensschluss mit den Osmanen einem Bündnis mit Schweden fern, als bekannt wurde, dass Stralsund vor den Brandenburgern kapituliert hatte; denn mit der Einnahme Stralsunds war der ursprüngliche Zweck der schwedischen Unternehmung, der Entsatz Schwedisch-Pommerns, hinfällig geworden. Die Schweden standen nun vor der Gefahr, ihrerseits mit dem nun frei gewordenen brandenburgischen Heer konfrontiert zu werden. Aufgrund dieser veränderten strategischen Situation stoppten die Schweden ihren Vormarsch nach Königsberg. Der schwedische Feldmarschall erhielt nun Befehl aus Schweden, Winterquartiere in Preußen zu beziehen und passiv zu bleiben.

## Übergang über das Kurische Haff
Die Nachricht von dem schwedischen Einfall ereilte den Kurfürsten im Dezember 1678 während der Belagerung der schwedischen Festung Stettin. Kurfürst Friedrich Wilhelm beschloss nun, durch „einen raschen Ritt“ trotz eisiger Kälte und der normalerweise üblichen Praxis der Wintereinquartierung die Schweden ebenso aus Ostpreußen zu vertreiben, wie er sie vier Jahre früher aus der Mark hinausgedrängt hatte. Mitte Dezember setzte er sich von Berlin aus mit einem 9000 Mann und 30 Geschützen starken Heer in Richtung Preußen in Bewegung. Am 20. Januar überschritt der brandenburgische Entsatz die Weichsel und erreichte Marienwerder, den ersten Sammelplatz der Infanterie. Der Kurfürst bereitete von hier die berühmt gewordene Große Schlittenfahrt vor. In einem Schreiben an den Statthalter und die Stadträte gab er Befehl, für sein Heer 1100 Schlitten und 600–700 Pferde bereitzustellen. Am 30. Dezember brach der Kurfürst auf; am 10. Januar 1679 war er in Marienwerder und nahm Musterung über das kleine Heer ab, das er so rasch von der Oder aus bis an die Weichsel geführt hatte. Außerdem erteilte er den in Königsberg stehenden Kavallerietruppen, 3000 Brandenburger unter Kommando von General Görzke, den Befehl zur sofortigen Verfolgung der fliehenden Schweden. Diese hatten, nachdem sie die Nachricht von der Ankunft des Kurfürsten erhalten hatten, den Rückzug nach Livland angetreten und erreichten am 29. Januar 1679 Tilsit. Da von Einschließung und Gefangennahme des Feindes nicht mehr die Rede sein konnte, galt es, die Schweden einzuholen. In Eilmärschen ging es bis Braunsberg und Heiligenbeil, dann von Carben aus, um Zeit zu sparen, in Schlitten über das Frische Haff. Die brandenburgische Kavallerie versuchte, wie befohlen die Schweden einzuholen. Am 16. Januar wurde Königsberg erreicht und nach eintägiger Rast folgte man in drei Abteilungen den Schweden, die mittlerweile Tilsit besetzt und dort Halt gemacht hatten. Die drei brandenburgischen Abteilungen bestanden aus einer äußersten Spitze von tausend Mann, aus einer eigentlichen Avantgarde von dreitausend und aus einem Gros von etwa fünftausend Mann. Joachim Henniges von Treffenfeld führte die Spitze, Joachim Ernst von Görzke die Avantgarde, Derfflinger und der Kurfürst selbst das Gros. So wie die Truppen zehn Tage früher das Frische Haff passiert hatten, so wurde jetzt das Kurische Haff zwischen Labiau und Gilge überquert. Ohne die Ankunft des Hauptheeres abzuwarten, überfiel ein aus 1000 Mann Kavallerie bestehendes brandenburgisches Vorauskommando unter Oberst von Treffenfeld am 30. Januar einige bei Tilsit untergebrachte schwedische Regimenter und zersprengte sie. In dem Gefecht bei Tilsit verloren die Schweden einige hundert Mann.
Am nächsten Tag griff die brandenburgische Kavallerie unter Görzke und den am Tag zuvor für seinen Sieg zum Generalmajor beförderten Treffenfeld erneut die sich zurückziehenden Schweden an. In dem Gefecht bei Splitter wurden 1000 Schweden getötet,  300 gefangen genommen und fünf Kanonen erobert. Tags darauf, am 21. Januar griff Görzke im Gefecht bei Heydekrug die feindliche Nachhut an und vernichtete sie zur Hälfte. Als die Schweden ihren Rückzug über litauisches Gebiet fortsetzten, ließ der Kurfürst am 2. Februar die Verfolgung einstellen, da sich Versorgungsmangel, Kälte und Krankheit auch bei seinen Truppen bemerkbar machten. Sie bezogen darauf Unterkunft in Preußen. Er sandte den Schweden nur noch ein kleines, 1500 Mann Kavallerie starkes Kontingent unter dem Kommando des Generalmajors von Schöning hinterher, das sich am 7. Februar ein Gefecht mit der schwedischen Nachhut bei Telschi in Niederlitauen (Schamaiten) lieferte. Dieses Kontingent stellte acht Meilen vor Riga seine Verfolgung ein und trat am 12. Februar seinen Rückmarsch nach Memel an. Schöning handelte mit dem vorzeitigen Rückzug eigenmächtig gegen Görzkes Befehl und wurde noch in Memel vom Kurfürsten unter Arrest gestellt. Die Anekdote veranlasste zeitgenössische Kommentatoren zur Prägung des Spottbegriffs Schöning-Manöver für einen vorzeitigen Rückzug in einer günstigen strategischen Situation.
Im Ergebnis brachten die Schweden unter Feldmarschall Horn von ehemals 12.000 bis 16.000 Mann nur noch 1000 Reiter und 500 Infanteristen in gefechtsfähigem Zustand zurück auf schwedisches Gebiet nach Livland.

## Bedeutung
Der Feldzug hatte im Verlauf des Nordischen Krieges für die Konfliktparteien nur geringe Bedeutung. Ging es den Schweden doch hauptsächlich darum, ihren Truppen in Stralsund Entsatz und Entlastung zu geben; von einer Eroberung Preußens konnte nur im Erfolg ausgegangen werden. Dennoch wurde der kühne Feldzug des Großen Kurfürsten schon von seinen Zeitgenossen bewundert. Im Allgemeinen hielt man Feldzüge und Schlachten zur Winterzeit für unmöglich. Aber gerade das Eis des Kurischen Haffes beschleunigte den Vormarsch der brandenburgisch-preußischen Armee außerordentlich. Dadurch wurden die Gegner in ihren Winterquartieren völlig überrascht. In den folgenden Jahrhunderten wurde die Schlacht ihrer Kühnheit wegen glorifiziert, wie auf einem Wandbild in der Ruhmeshalle in Berlin. Der Schlitten des Kurfürsten war bis 1945 im Moskowitersaal der Ruhmeshalle der Preußischen Armee in Königsberg ausgestellt.

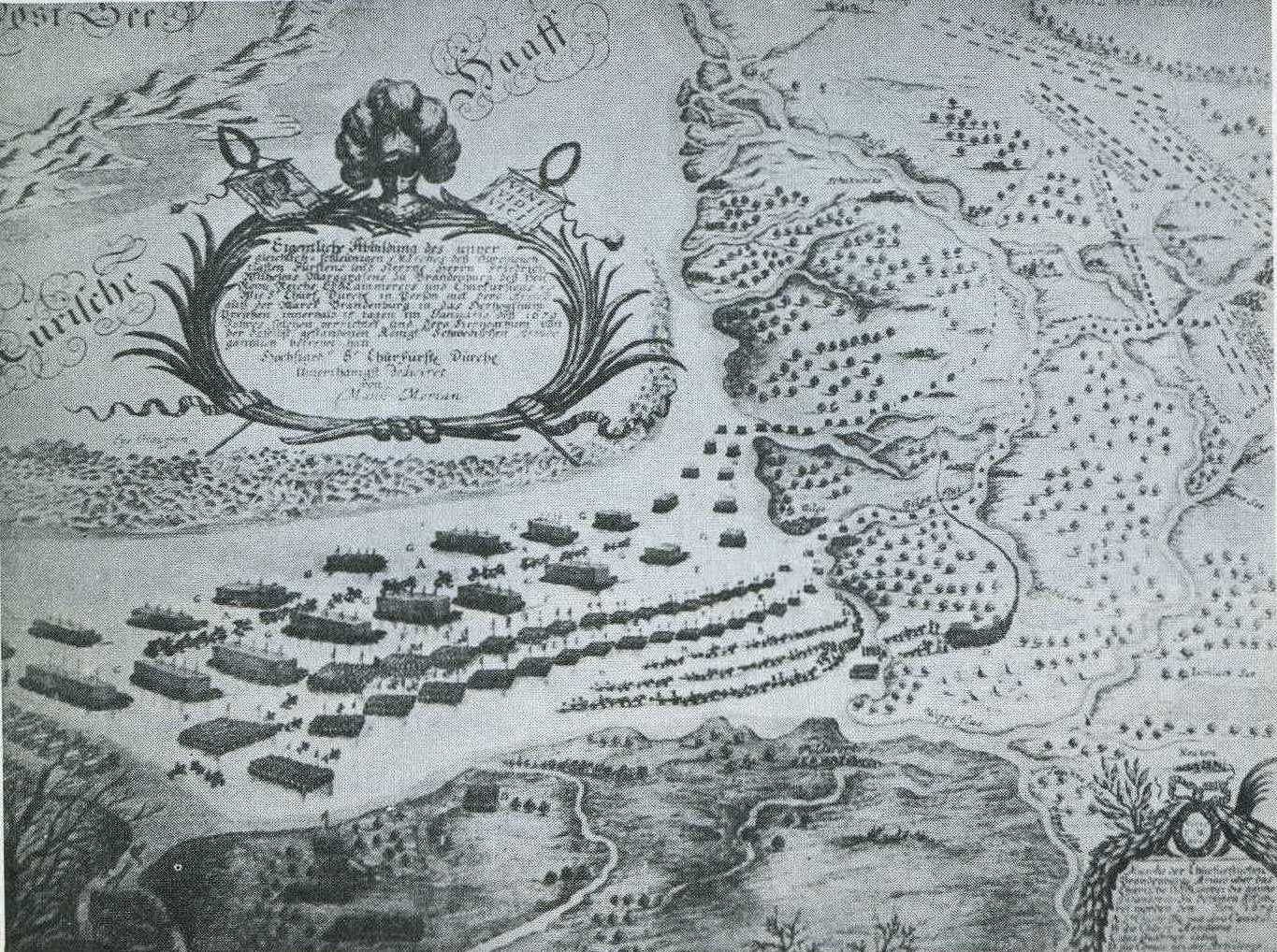
Zeitgenössische Darstellung des Überganges
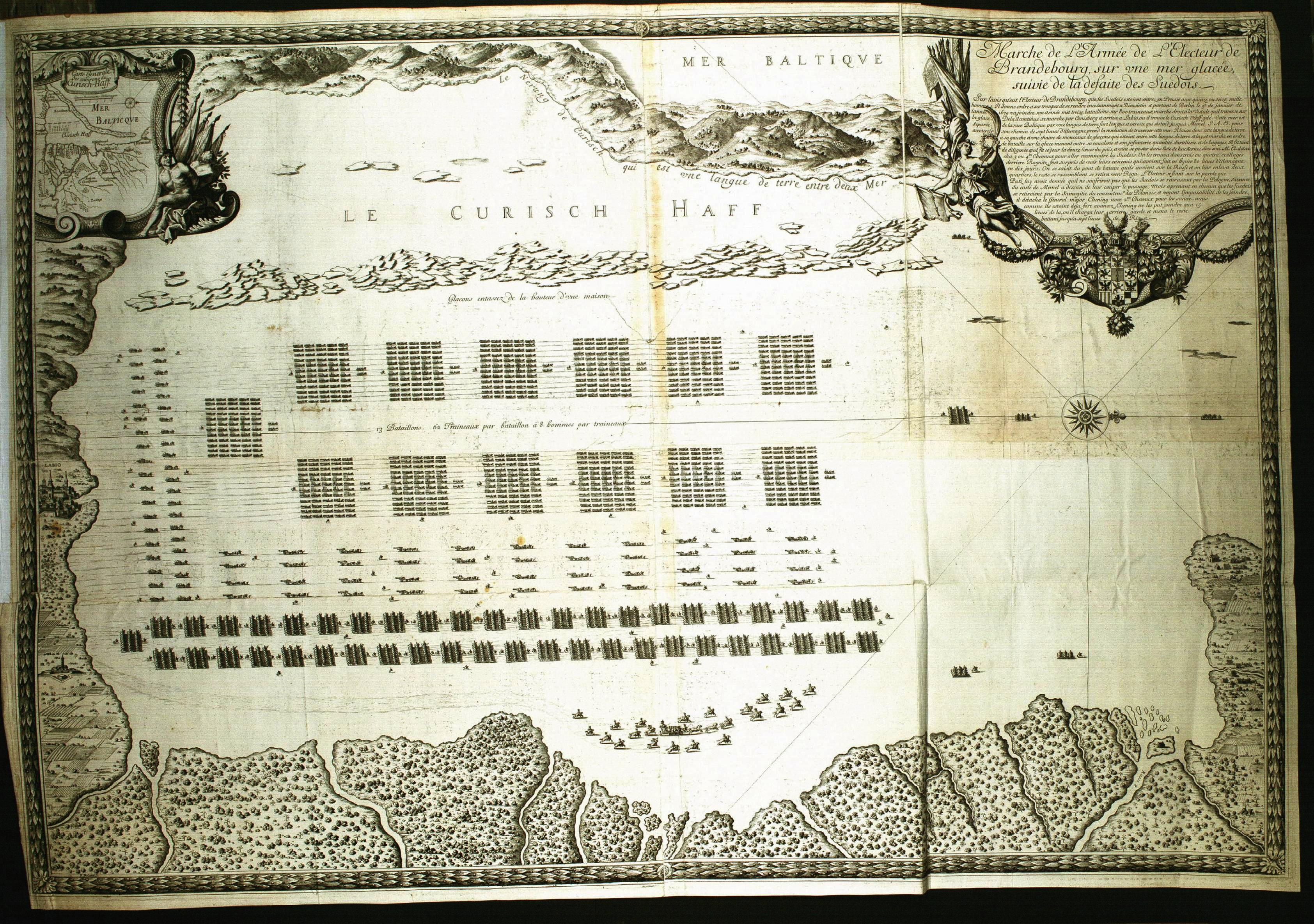
Aufmarsch des Armee Brandenburgs
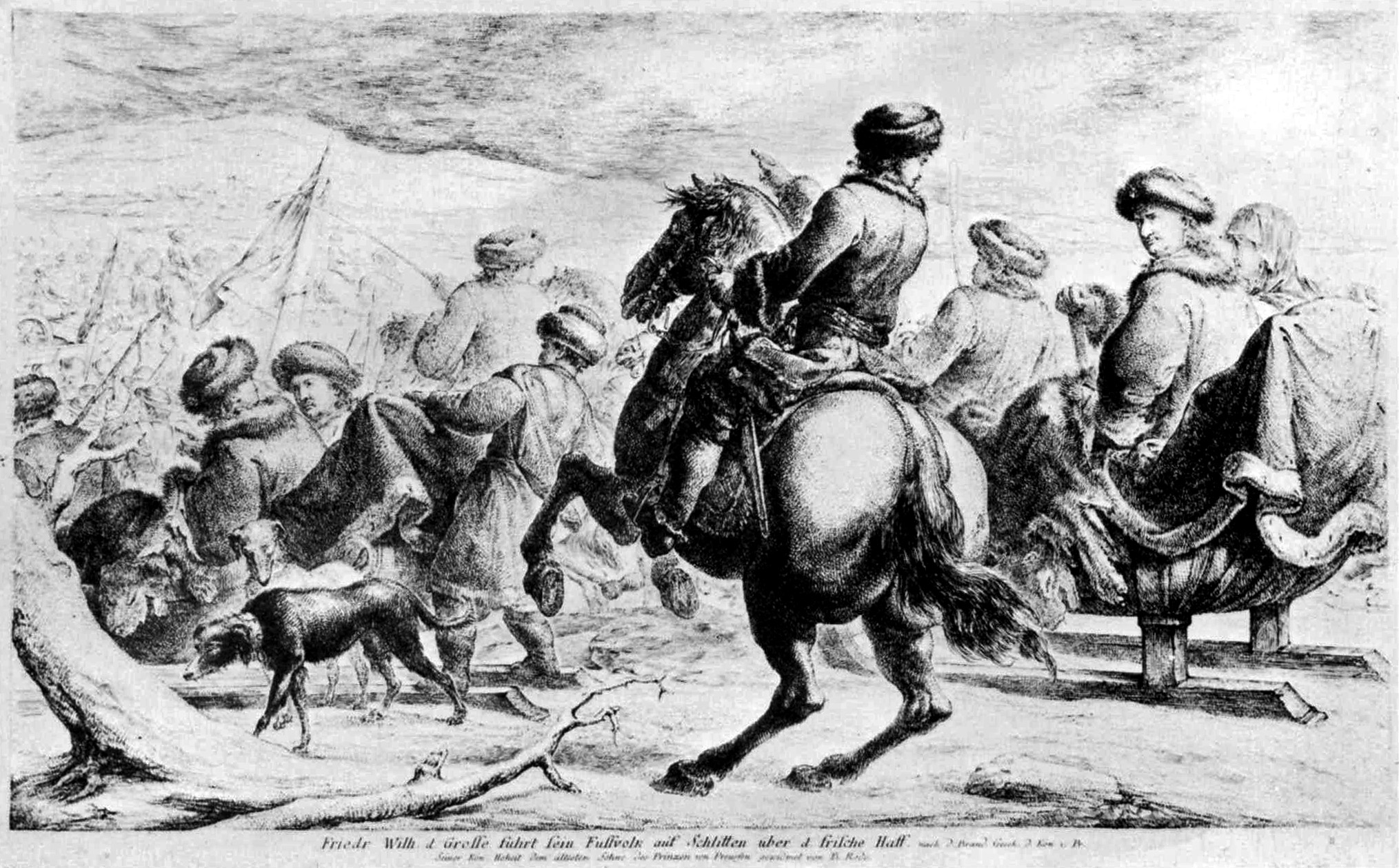
Kurfürst Friedrich Wilhelm führt die brandenburgisch-preußische Armee über das Eis des Haffes.
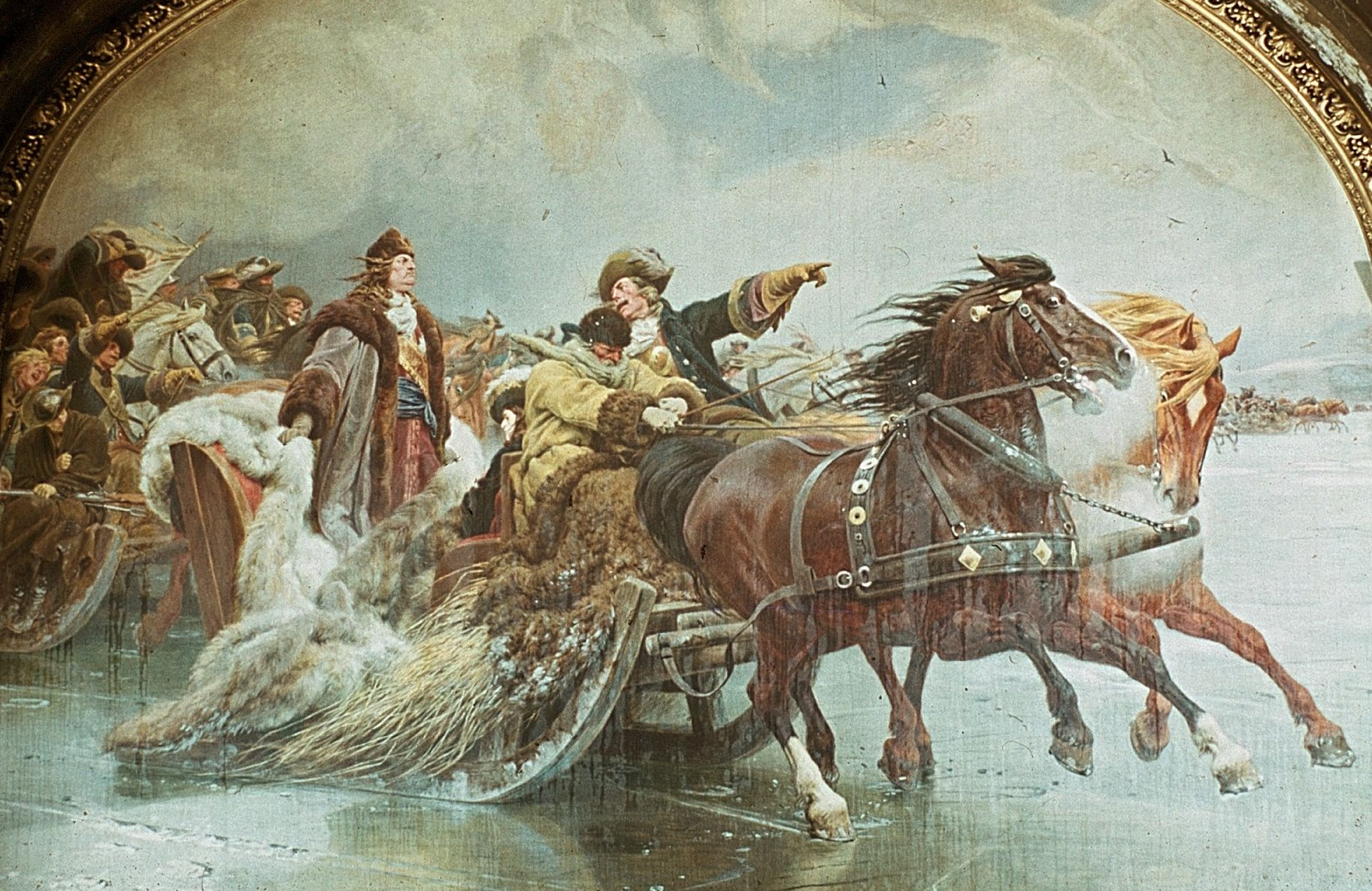
Wandgemälde von Wilhelm Simmler in der Ruhmeshalle